# Matt Donovan
Matthew „Matt“ Donovan (* 9. Mai 1990 in Edmond, Oklahoma) ist ein US-amerikanischer Eishockeyspieler, der zuletzt bis zum Ende der Saison 2023/24 bei den Chicago Wolves aus der American Hockey League (AHL) unter Vertrag gestanden und dort auf der Position des Verteidigers gespielt hat. Zuvor war Donovan unter anderem für die New York Islanders und Nashville Predators in der National Hockey League (NHL) aktiv.

## Karriere

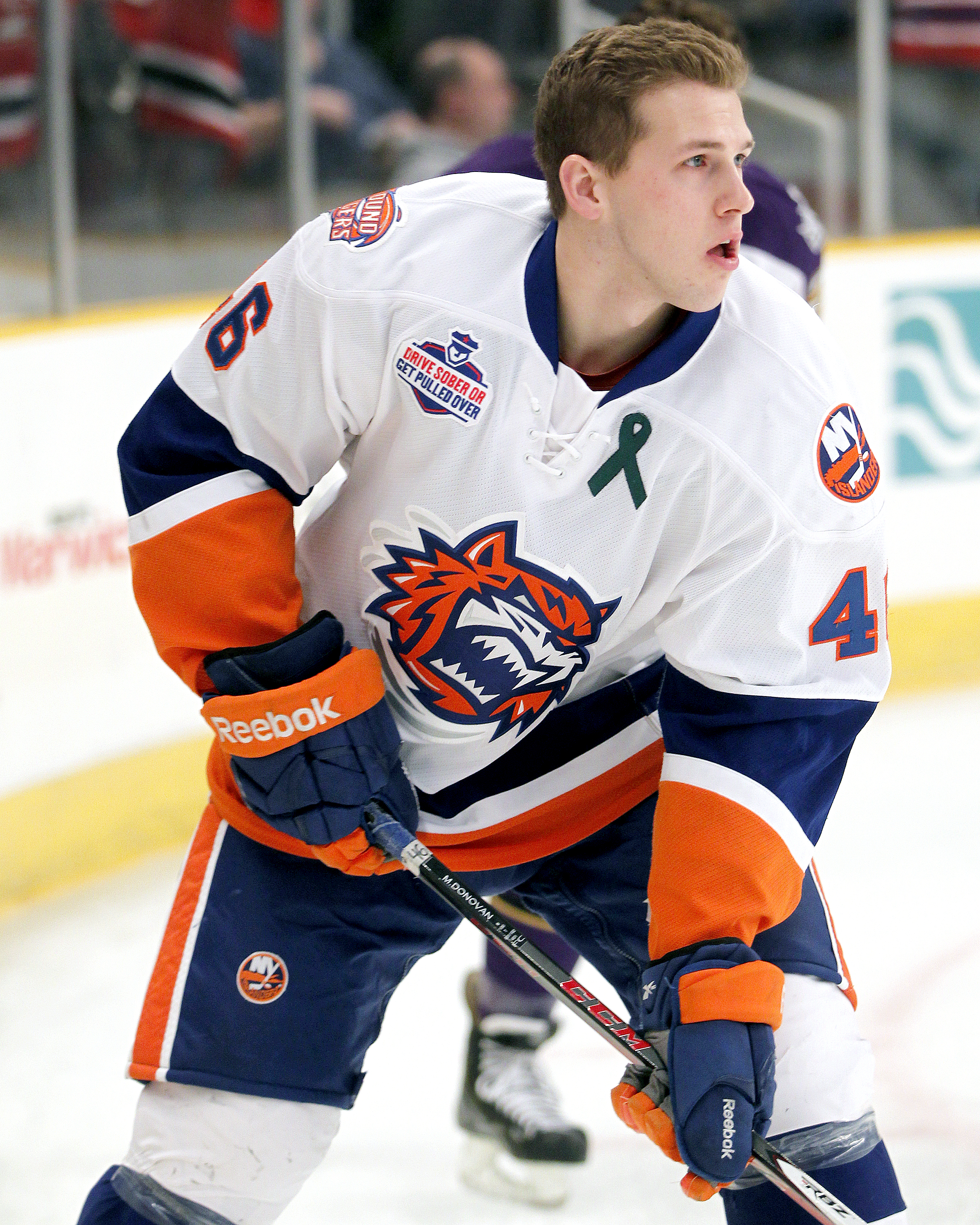
Donovan im Trikot der Bridgeport Sound Tigers (2013)

Donovan verbrachte einen Teil seiner Jugend im Nachwuchsprogramm der Dallas Stars, ehe er im Alter von 17 Jahren in die United States Hockey League (USHL) wechselte und dort zwei Jahre lang für die Cedar Rapids RoughRiders auflief. In seiner ersten Spielzeit wurde er dort ins All-Rookie Team der Liga gewählt und im anschließenden Sommer von den New York Islanders aus der National Hockey League (NHL) im NHL Entry Draft 2008 in der vierten Runde an 96. Position ausgewählt. Das zweite USHL-Jahr schloss er als punktbester Verteidiger der gesamten Liga ab, was ihm die Wahl ins First All-Star Team der Liga bescherte. Im Sommer 2009 schrieb sich Donovan an der University of Denver ein. Neben seinem Studium spielte er parallel für das Universitätsteam in der Western Collegiate Hockey Association (WCHA), einer Division im Spielbetrieb der National Collegiate Athletic Association (NCAA). Binnen der zwei Jahre, die der Offensivverteidiger an der Universität verbrachte, wurde er abermals in zahlreiche Auswahlteams berufen. In insgesamt 78 Partien auf Collegeniveau sammelte er 53 Scorerpunkte.
Im März 2011 unterzeichnete Donovan schließlich seinen ersten Profivertrag mit den Islanders und beendete damit sein Studium vorzeitig. Den restlichen Verlauf der Spielzeit 2010/11 verbrachte der Abwehrspieler bei New Yorks Farmteam Bridgeport Sound Tigers in der American Hockey League (AHL), wo er mit fünf Scorerpunkten in sechs Einsätzen schnell im Profibereich Fuß fasste. Dennoch verbrachte er die gesamte Saison 2011/12 weiterhin in Bridgeport und kam erst am Saisonende zu seinem NHL-Debüt für die Islanders, die ihn im April 2012 dorthin beordert hatten. Am Ende fand er sich aufgrund seiner Leistungen im AHL All-Rookie Team wieder. Ebenso verbrachte der US-Amerikaner das Spieljahr 2012/13 bei den Sound Tigers ohne diesmal Einsatzminuten in der NHL zu erhalten. Erst in der Saison 2013/14 konnte sich Donovan einen Stammplatz im Kader der New York Islanders erarbeiten und bestritt 52 Spiele. Zudem kam er 27-mal in Bridgeport zum Einsatz. Der Aufwärtstrend setzte sich trotz er Vertragsverlängerung im Sommer 2014 aber nicht fort, da der Defensivakteur im Verlauf der Saison 2014/15 nur zwölfmal auflief und ansonsten als siebter Verteidiger im Kader als Reservist fungierte.
Da die Islanders seinen auslaufenden Vertrag diesmal nicht verlängerten, wechselte Donovan als Free Agent im Juli 2015 für ein Jahr zum Ligakonkurrenten Buffalo Sabres. Dort verbrachte er das Spieljahr aber ausschließlich in der AHL beim Farmteam Rochester Americans. Donovan entschied sich daher im Sommer 2016 seine Karriere nicht weiter in Nordamerika fortzusetzen und wechselte daher nach Europa. Dort unterschrieb er einen Jahresvertrag bei amtierenden Schwedischen Meister Frölunda HC aus Göteborg. Im Saisonverlauf verteidigte er mit dem Team den Titel in der Champions Hockey League, den sich Frölunda durch einen Sieg über den HC Sparta Prag sicherte. Mitte Februar 2017 wurde sein auslaufender Vertrag vorzeitig um ein Jahr bis zum Sommer 2018 verlängert. Insgesamt erzielte Donovan acht Tore und 34 Vorlagen in 102 Partien. Im Juni 2018 kehrte er nach Nordamerika zurück und unterschrieb einen Einjahresvertrag bei den Milwaukee Admirals. Ein knappes halbes Jahr später übernahm deren NHL-Kooperationspartner Nashville Predators den Vertrag des US-Amerikaners und weitete das Engagement mit Gültigkeit für die NHL bis zum Sommer 2020 aus. Im März 2020 unterzeichnete er schließlich einen auf die AHL beschränkten Zweijahresvertrag bei den Admirals. In der Saison 2020/21 bestritt er zudem einige Partien auf Leihbasis für HV71 aus der Svenska Hockeyligan (SHL). Zur Saison 2022/23 wechselte Donovan für eine Spielzeit zu den Adler Mannheim aus der Deutschen Eishockey Liga (DEL), ehe er nach Nordamerika zurückkehrte, wo er für eine Spielzeit bei den Chicago Wolves aus der AHL anheuerte.

### International
Auf internationaler Ebene vertrat Donovan sein Heimatland bei der World Junior A Challenge 2008 und der U20-Junioren-Weltmeisterschaft 2010. Sowohl bei der World Junior A Challenge als auch der U20-Junioren-Weltmeisterschaft gewann er mit den US-Amerikanern die Goldmedaille. Den Weltmeistertitel sicherten sich die Vereinigten Staaten durch einen knappen 6:5-Finalsieg über Kanada. Dazu trug er in sieben Turnierspielen fünf Scorerpunkte bei und seine drei Turniertreffer waren die meisten unter allen Verteidigern.
Für die Herrenauswahl der US-Boys stand Donovan bei der Weltmeisterschaft 2014 auf dem Eis. Dort traf er in sieben Turnierspielen zweimal. Die US-Amerikaner beendeten die Welttitelkämpfe auf dem sechsten Platz.

## Erfolge und Auszeichnungen
| - 2008 USHL All-Rookie Team - 2009 Teilnahme am USHL All-Star Game - 2009 USHL First All-Star Team - 2010 WCHA All-Rookie Team - 2011 WCHA All-Academic Team | - 2011 WCHA Second All-Star Team - 2012 AHL All-Rookie Team - 2013 Teilnahme am AHL All-Star Classic - 2017 Champions-Hockey-League-Gewinn mit dem Frölunda HC - 2019 Teilnahme am AHL All-Star Classic |

### International
- 2010 Goldmedaille bei der U20-Junioren-Weltmeisterschaft

## Karrierestatistik
Stand: Ende der Saison 2023/24

### International
Vertrat die USA bei:
- U20-Junioren-Weltmeisterschaft 2010
- Weltmeisterschaft 2014

(Legende zur Spielerstatistik: Sp oder GP = absolvierte Spiele; T oder G = erzielte Tore; V oder A = erzielte Assists; Pkt oder Pts = erzielte Scorerpunkte; SM oder PIM = erhaltene Strafminuten; +/− = Plus/Minus-Bilanz; PP = erzielte Überzahltore; SH = erzielte Unterzahltore; GW = erzielte Siegtore; 1 Play-downs/Relegation; Kursiv: Statistik nicht vollständig)